# Народная Воля (газета, Білорусь)
Народная Воля — білоруська громадсько-політична газета, видається з липня 1995 року білоруською і російською мовами.
Головний редактор з моменту заснування — Йосип Середич. Шеф-редактор з 2003 року — Світлана Калінкіна.
Сайт газети було заблоковано у Білорусі з серпня по грудень 2022 року. У червні 2023 року Міністерство інформації Республіки Білорусь анулювало свідоцтво про реєстрацію «Народнай Волі» у зв'язку з тим, що вона не друкувалася протягом шести місяців поспіль.

## Заборони та репресії
25 серпня 2020 року Білоруський дом друку відмовився друкувати свіжий номер «Народнай Волі» ніби через поломки верстата. У ці ж терміни й з тієї ж причини не вийшли у світ три номери «Комсомольської правди в Білорусі» і по номеру «БелГазети» та «Свободных новостей плюс» — всі чотири газети висвітлювали протести в Білорусі.
Після «Народна воля» друкувалася деякий час в Москві, але московська друкарня АТ «рос. Прайм принт Москва» розірвала договір з редакцією, і паперовий випуск газети припинився. 13 листопада 2020 року весь наклад «Народної Волі» (друкувався в Росії) був вилучений з редакції невідомими людьми, що не пред'явили документів (імовірно силовики). Крім того, на «Народну Волю» подала в суд «Белпошта» за непостачання накладу.
Станом на січень 2021 року через відмови білоруських друкарень друкувати, а «Белпошти» та «Білсоюздруку» поширювати, «Народная Воля» як і раніше не друкується.
Очікувалося, що з 2 квітня 2021 року поновиться видання газети в паперовому вигляді, але ВАТ «рос. Полиграфический комплекс», з якім редакція уклала договір в останній момент відмовилося друкувати тираж і повернула аванс, щоб, за словами його власників, не втратити бізнес: на московську друкарню «наїхали на дуже високому рівні». Газета виходить тільки в форматі .pdf.
У червні 2021 року зі факультету журналістики БДУ відрахували Глофіру Жук, так як дівчина не здала сесію, під час якої вона була за ґратами. Як журналістка «Народної волі» в травні 2021 року його висвітлювала справу студентів і викладачів ВНЗ в Будинку правосуддя в Мінську, але за це її 29 травня затримали, звинуватили в несанкціонованому пікетуванні та засудили на 30 діб.
У 2021 році Белпошта за позовом про втрачену вигоду від нереалізованих накладів виграла суд у газети, яку перестали друкувати в Білорусі та Росії: економічний суд Мінська задовольнив вимоги на загальну суму більш ніж на 108000 BYN.